# Гропиус, Карл Вильгельм
Карл Вильгельм Гропиус (нем. Karl Wilhelm Gropius, Carl Wilhelm Gropius; 4 апреля 1793, Брауншвейг — 20 февраля 1870, Берлин) — немецкий художник: рисовальщик, живописец, театральный декоратор и постановщик, гравёр и художник-карикатурист.

## Жизнь и творчество
К. В. Гропиус родился в Брауншвейге (северная Германия), в семье Вильгельма Эрнста Гропиуса и Люси (урождённой Граффер). Когда он был ещё ребенком, семья переехала в Берлин, где его отец открыл фабрику и магазин театральных и карнавальных масок. После обучения у отца в подростковом возрасте Карл путешествовал по странам Европы. Он несколько раз посещал Париж, где познакомился с диорамным театром, изобретённым Луи Дагером и Шарлем Мари Бутоном. В Берлине Карл Вильгельм Гропиус учился живописи известного архитектора и живописца Карла Фридриха Шинкеля.
Гропиус также занимался декоративным искусством и оформлением театральных постановок. По возвращении в Берлин, с 1819 года он трудился сценографом, художником и декоратором в Придворном театре (Hoftheater), работал также и для других берлинских театральных сцен. В 1820 году он стал королевским театральным инспектором Берлина.
Свою первую самостоятельную постановку он разработал для драмы Франца Грильпарцера «Анфрау». Сценические и театральные декорации он создавал в собственной мастерской по своим проектам, а также по эскизам Шинкеля. В 1827 году он создал вступление (Vorwort) к декорациям Шинкеля в двух королевских театрах Берлина «Под общим руководством графа фон Брюля на основе рисунков декоратора Карла Гропиуса».
В этом качестве он, среди прочего, был автором декораций для первой постановки оперы «Вольный стрелок» Карла Марии фон Вебера, которая 18 июня 1821 года открыла недавно перестроенный берлинский Театр (Schauspielhaus), спроектированный его учителем Шинкелем.
Путешествуя по Италии и Греции, Карл Гропиус собрал большую коллекцию пейзажных зарисовок, которую использовал в диорамном театре, основанном на театре Дагера, который он открыл в 1827 году вместе со своими братьями на Георгенштрассе в Берлине. Позднее он создал панорамы, на которых были показаны актуальные события, такие как большой пожар в Гамбурге 1842 года или пожар в Москве 1812 года. Вместе с братьями он основал издательство, картинную галерею и художественный магазин. Предприятия Гропиуса оказались успешными.
Он также писал «Шутки» (Witze) и «Мурлыканья» (Schnurren), рисовал карикатуры для журнала «Fliegende Blätter» и других изданий.
В 1822 году Карл Гропиус был избран членом Прусской академии искусств.
В 1836 году Гропиус открыл фабрику по производству «каменной бумаги» (Steinpappe) которая в основном представляла собой папье-маше, укреплённое клеем и осаждённым карбонатом кальция (или осаждённым мелом; Schwämmkreide). Такая масса застывала до консистенции камня, её было легко формовать и резать, окрашивать и золотить, и поэтому она идеально подходила для создания декораций.
В 1846 году Гропиус издал в двенадцати альбомах свои эскизы и зарисовки, сделанные во время зарубежных путешествий. В том же году былo опубликовано собраниe созданных художником орнаментов и арабесок.
Среди многих учеников Карла Гропиуса были Эдуард Гертнер и Эмиль Роберг.
Гропиус скончался в Берлине 20 февраля 1870 года и был похоронен на ]]Доротеенштадтское кладбище |Доротеенштадском кладбище]].

## Семья
В 1820 году К. В. Гропиус вступил в брак с Клаудиной Косте (1801—1827). У них родились трое детей — сын Пауль, дочери Элизабет и Антония. Пауль Гропиус, как и его отец, стал театральным художником, работал при берлинском придворном театре. Сын дочери К. В. Гропиуса Антонии, Пауль Фликель, стал живописцем-пейзажистом.

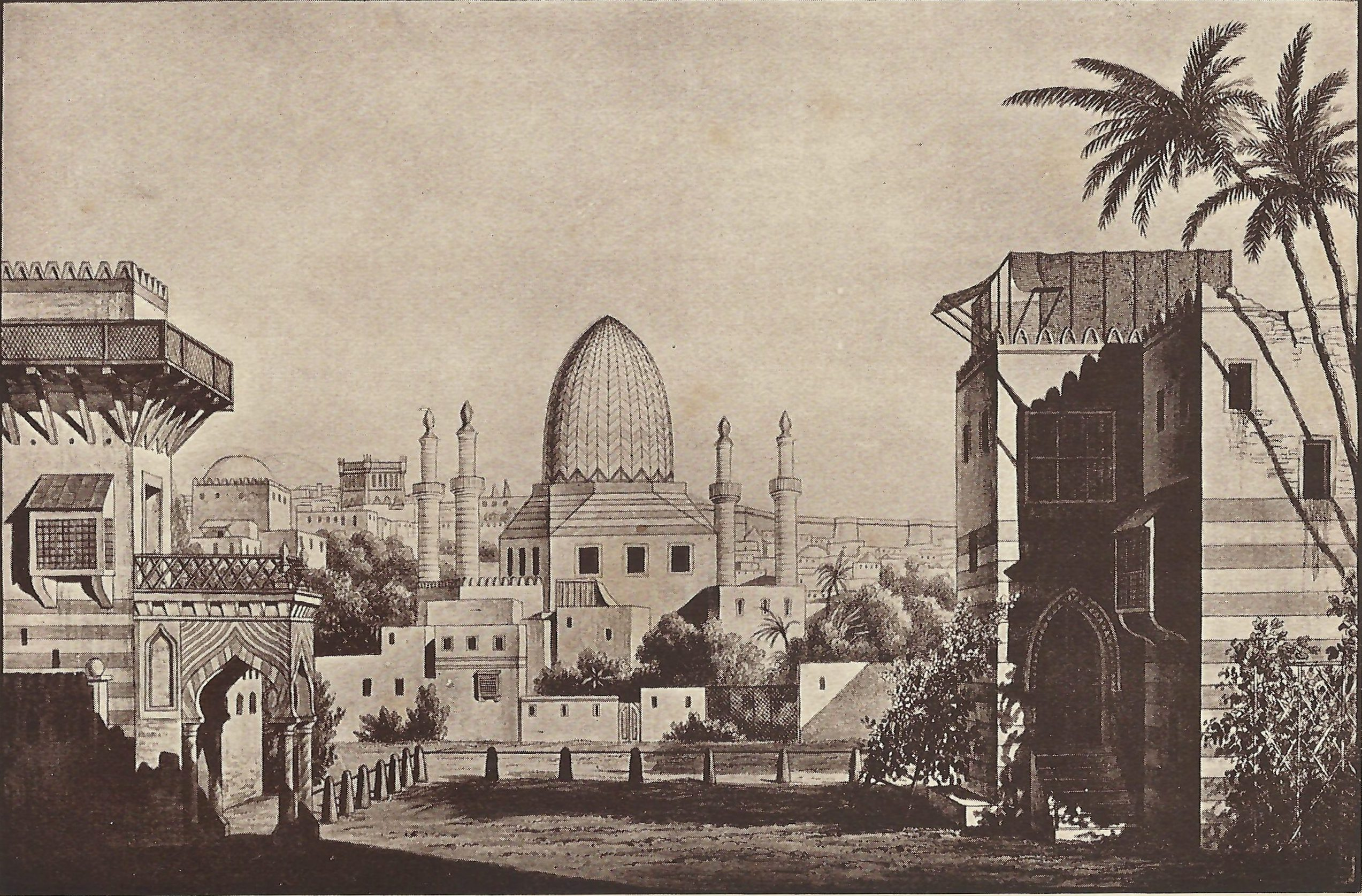
Эскиз декорации для постановки «Стойкий принц» Кальдерона. Государственная библиотека, Берлин
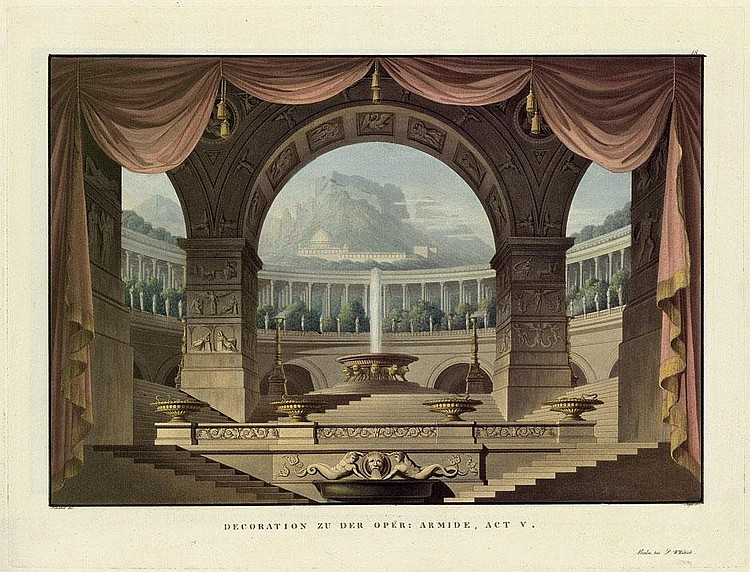
Совместно с К. Ф. Шинкелем. Декорация к «Армиде». До 1841. Хромолитография
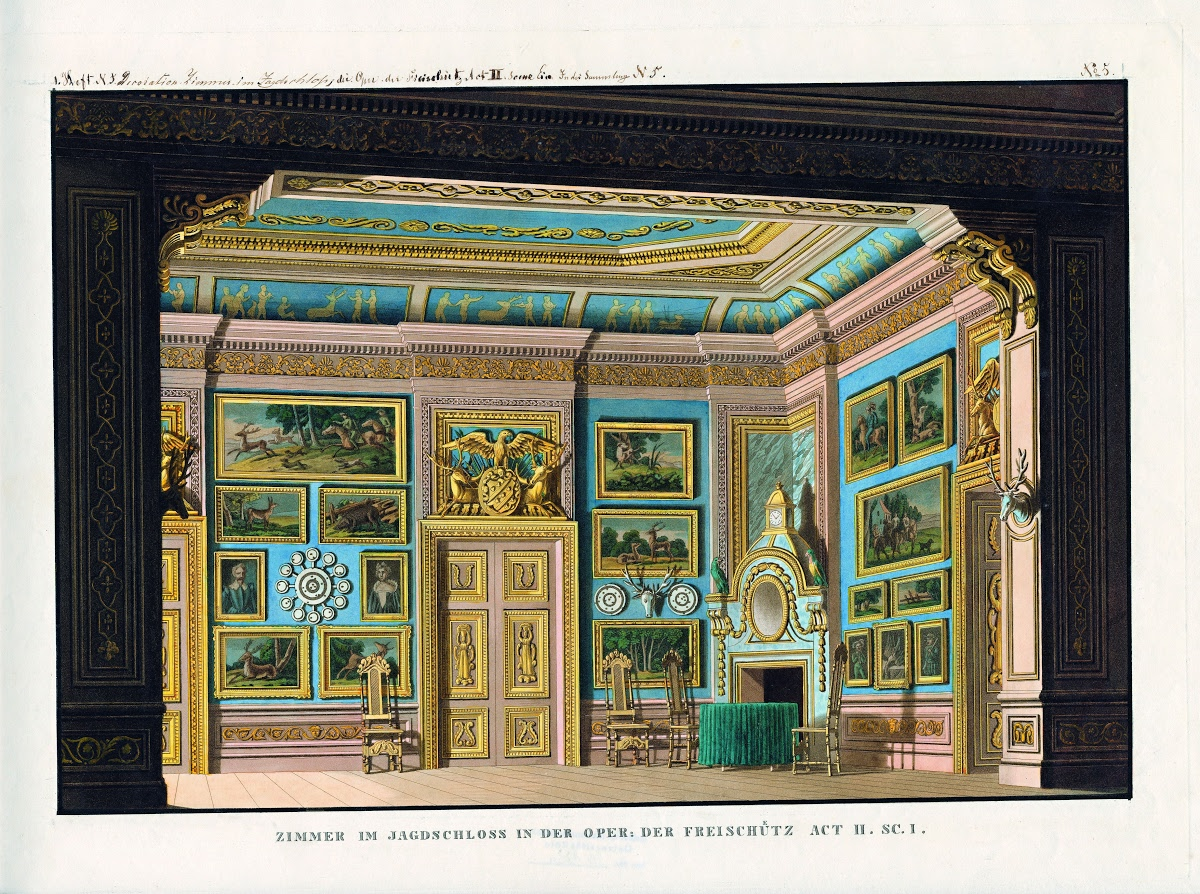
Эскиз декорации охотничьего домика для постановки оперы «Вольный стрелок» К. М. фон Вебера. 1821. Хромолитография
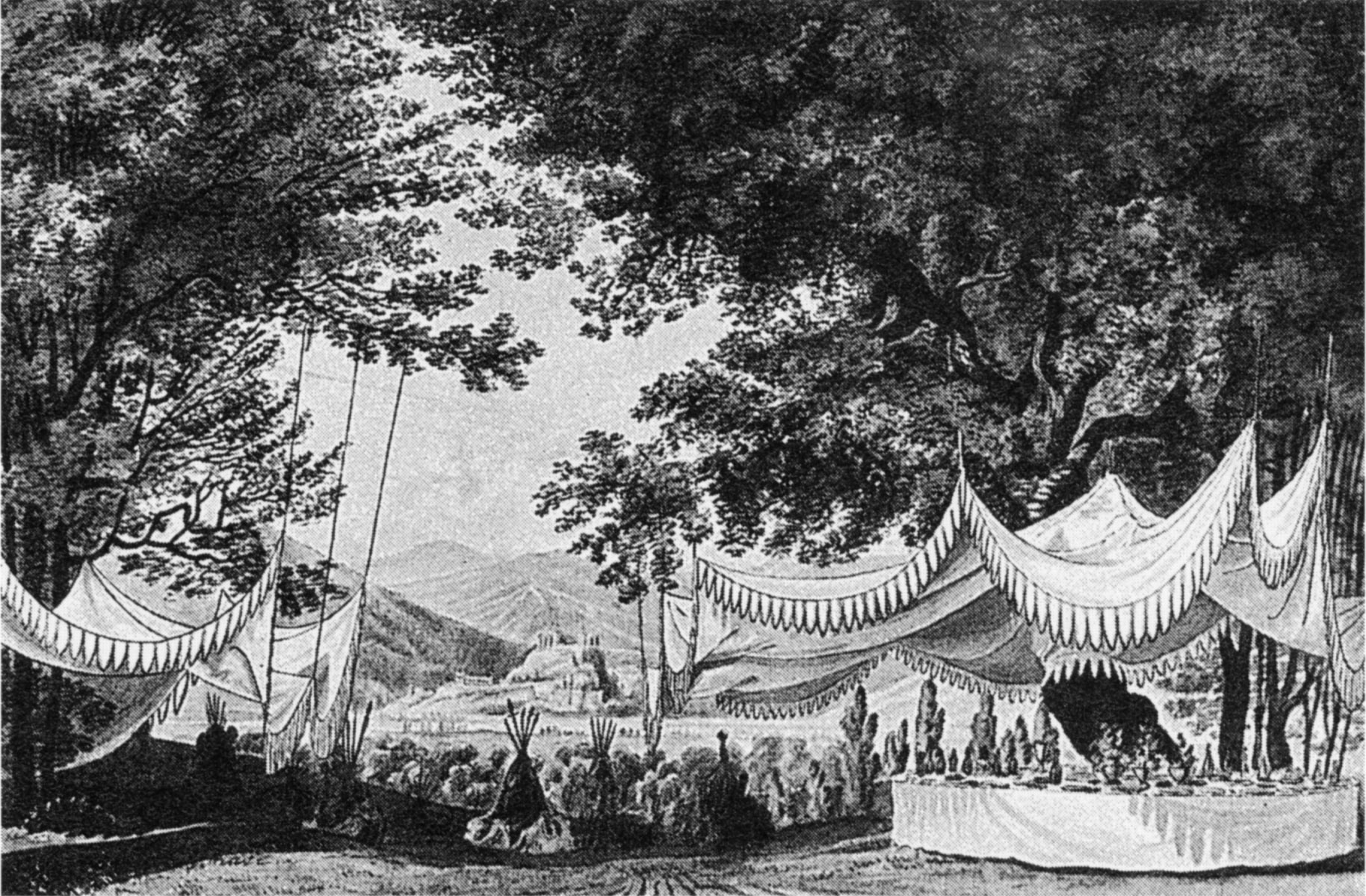
Эскиз декорации к третьему акту оперы «Вольный стрелок» К. М. фон Вебера. 1821. Библиотека искусств Государственных музеев Берлина

## Дополнения
- Карл Вильгельм Гропиус: Изображение одного из шести эскизов к театральной постановке по Ф.Шиллеру «Вильгельм Телль» на artnet